# Championnat de France de hockey sur glace 1922-1923
Saison précédente Saison suivante
La saison 1922-1923 est la 9e saison du championnat de France de hockey sur glace.

## Bilan
Le HC Chamonix-Mont-Blanc est champion de France pour la première fois.

## Référence
Résultats de la saison sur Hockeyarchives